# Streuvektor

Streuvektor

Der Streuvektor {\displaystyle {\vec {q}}} ist in der Wellen-Physik jener Vektor, der sich bei Streuung einer Welle an einem Objekt ergibt als Differenz aus einlaufendem Wellenvektor {\displaystyle {\vec {k}}_{1}} und auslaufendem Wellenvektor {\displaystyle {\vec {k}}_{2}}:
{\displaystyle {\vec {q}}={\vec {k}}_{1}-{\vec {k}}_{2}}
Er wird benutzt, um einige Ausdrücke zu vereinfachen, die bei der Betrachtung von gestreuten Wellen auftreten (z. B. die Phasenänderung oder die Doppler-Verschiebung).
Bei elastischer Streuung (ein- und auslaufende Welle haben dieselbe Wellenlänge {\displaystyle \lambda }, also {\displaystyle |{\vec {k}}_{1}|=|{\vec {k}}_{2}|=\textstyle {\frac {2\pi }{\lambda }}}), ist der Betrag des Streuvektors gegeben durch
{\displaystyle |{\vec {q}}|={\frac {4\pi }{\lambda }}\sin {\frac {\theta }{2}},}
wobei {\displaystyle \theta } der Streuwinkel (Winkel zwischen {\displaystyle {\vec {k}}_{1}} und {\displaystyle {\vec {k}}_{2}}) ist.
Betrachtet man die Streuung von Wellen in einem Medium, so ist {\displaystyle \lambda } die Wellenlänge in dem entsprechenden Medium. Für elektromagnetische Wellen wird der Unterschied der Wellenlänge im Medium zu der Wellenlänge {\displaystyle \lambda _{0}} im Vakuum mithilfe des Brechungsindex {\displaystyle n} beschrieben:
{\displaystyle \lambda ={\frac {\lambda _{0}}{n}}}
Wenn statt {\displaystyle \lambda } die Wellenlänge im Vakuum {\displaystyle \lambda _{0}} benutzt wird, müssen daher alle Wellenvektoren sowie der Streuvektor mit dem Faktor {\displaystyle n} multipliziert werden.